# Гейджтаун (парафія, Нью-Брансвік)
Гейджтаун (англ. Gagetown) — парафія в Канаді, у провінції Нью-Брансвік, у складі графства Квінс.

## Населення
За даними перепису 2016 року, парафія нараховувала 311 осіб, показавши скорочення на 1,6%, порівняно з 2011-м роком. Середня густина населення становила 1,3 осіб/км².
З офіційних мов обидвома одночасно володіли 25 жителів, тільки англійською — 285.
Працездатне населення становило 62% усього населення, рівень безробіття — 9,7% (14,3% серед чоловіків та 0% серед жінок). 96,8% осіб були найманими працівниками, а 6,5% — самозайнятими.
Середній дохід на особу становив $30 862 (медіана $30 784), при цьому для чоловіків — $33 133, а для жінок $29 047 (медіани — $38 336 та $25 984 відповідно).
38% мешканців мали закінчену шкільну освіту, не мали закінченої шкільної освіти — 24%, 38% мали післяшкільну освіту, з яких 15,8% мали диплом бакалавра, або вищий.
| Статево-вікова структура населення | Статево-вікова структура населення | Статево-вікова структура населення | Статево-вікова структура населення | Статево-вікова структура населення |
| ---------------------------------- | ---------------------------------- | ---------------------------------- | ---------------------------------- | ---------------------------------- |
|                                    |                                    |                                    |                                    |                                    |
| Всього                             | Всього                             | 46,8%53,2%                         |                                    |                                    |
| 0 — 14 років                       | 0 — 14 років                       |                                    | 15,9%                              | 15,9%                              |
| 15 — 64 років                      | 15 — 64 років                      |                                    | 65,1%                              | 65,1%                              |
| 65 і більше                        | 65 і більше                        |                                    | 19%                                | 19%                                |
| 85 і більше                        | 85 і більше                        |                                    | 1,6%                               | 1,6%                               |
| Середній вік (років)               | Середній вік (років)               | 44,943,2                           | 44,0                               | 44,0                               |
| Медіана (років)                    | Медіана (років)                    | 49,545,8                           | 47,5                               | 47,5                               |
| — чоловіки — жінки                 |                                    |                                    |                                    |                                    |

| Походження мешканців:     | Походження мешканців:     | Походження мешканців: | Походження мешканців: | Походження мешканців: |
| ------------------------- | ------------------------- | --------------------- | --------------------- | --------------------- |
| Походження                |                           |                       | осіб                  | %                     |
| Корінні американці        | Корінні американці        |                       | 20                    | 6.78%                 |
| Інше північноамериканське | Інше північноамериканське |                       | 180                   | 61.02%                |
| Європейське               | Європейське               |                       | 150                   | 50.85%                |
| британське                | британське                |                       | 135                   | 45.76%                |

| Зайнятість населення за галузями (за класифікацією NOC): | Зайнятість населення за галузями (за класифікацією NOC): | Зайнятість населення за галузями (за класифікацією NOC): | Зайнятість населення за галузями (за класифікацією NOC): | Зайнятість населення за галузями (за класифікацією NOC): |
| -------------------------------------------------------- | -------------------------------------------------------- | -------------------------------------------------------- | -------------------------------------------------------- | -------------------------------------------------------- |
|                                                          |                                                          |                                                          |                                                          |                                                          |
| Бізнес, фінанси та адміністрування                       | Бізнес, фінанси та адміністрування                       |                                                          | 12,5%                                                    | 12,5%                                                    |
| Охорона здоров'я                                         | Охорона здоров'я                                         |                                                          | 6,3%                                                     | 6,3%                                                     |
| Освіта, правозахист, муніципальні та урядові служби      | Освіта, правозахист, муніципальні та урядові служби      |                                                          | 15,6%                                                    | 15,6%                                                    |
| Роздрібна торгівля та послуги                            | Роздрібна торгівля та послуги                            |                                                          | 21,9%                                                    | 21,9%                                                    |
| Гуртова торгівля, транспорт та обладнання                | Гуртова торгівля, транспорт та обладнання                |                                                          | 28,1%                                                    | 28,1%                                                    |
| Виробництво                                              | Виробництво                                              |                                                          | 6,3%                                                     | 6,3%                                                     |

## Клімат
Середня річна температура становить 5,7°C, середня максимальна – 23,4°C, а середня мінімальна – -15°C. Середня річна кількість опадів – 1 137 мм.
| Клімат поселення                              | Клімат поселення | Клімат поселення | Клімат поселення | Клімат поселення | Клімат поселення | Клімат поселення | Клімат поселення | Клімат поселення | Клімат поселення | Клімат поселення | Клімат поселення | Клімат поселення | Клімат поселення |
| Показник                                      | Січ.             | Лют.             | Бер.             | Квіт.            | Трав.            | Черв.            | Лип.             | Серп.            | Вер.             | Жовт.            | Лист.            | Груд.            |                  |
| Середній максимум, °C                         | −2,48            | −1,18            | 4,13             | 10,59            | 17,28            | 22,02            | 23,39            | 22,56            | 17,83            | 11,88            | 5,94             | −1,39            |                  |
| Середня температура, °C                       | −8,77            | −7,46            | −2,15            | 4,32             | 11,00            | 15,75            | 19,21            | 18,38            | 13,65            | 7,67             | 1,76             | −5,58            |                  |
| Середній мінімум, °C                          | −15,03           | −13,72           | −8,42            | −1,94            | 4,74             | 9,48             | 15,02            | 14,18            | 9,46             | 3,49             | −2,44            | −9,77            |                  |
| Норма опадів, мм                              | 102              | 82               | 93               | 87               | 97               | 91               | 90               | 83               | 94               | 98               | 109              | 111              |                  |
| Середньомісячна швидкість вітру, м/с          | 3.56             | 3.57             | 3.70             | 3.60             | 3.30             | 2.88             | 2.60             | 2.40             | 2.70             | 3.06             | 3.30             | 3.51             |                  |
| Середньомісячна сонячна радіація, кДж/м²·день | 5334             | 8613             | 12351            | 15330            | 18216            | 20276            | 20000            | 17694            | 13241            | 8516             | 5062             | 4131             |                  |
| --------------------------------------------- | ---------------- | ---------------- | ---------------- | ---------------- | ---------------- | ---------------- | ---------------- | ---------------- | ---------------- | ---------------- | ---------------- | ---------------- | ---------------- |
| Джерело:                                      |                  |                  |                  |                  |                  |                  |                  |                  |                  |                  |                  |                  |                  |